# Pachycraerus
Pachycraerus är ett släkte av skalbaggar. Pachycraerus ingår i familjen stumpbaggar.

## Dottertaxa tillPachycraerus, i alfabetisk ordning[1]
- Pachycraerus alluaudi
- Pachycraerus amethystinus
- Pachycraerus assinus
- Pachycraerus atratus
- Pachycraerus baconi
- Pachycraerus bellulus
- Pachycraerus bicoloratus
- Pachycraerus bocandei
- Pachycraerus brevitarsis
- Pachycraerus caeruleatus
- Pachycraerus capito
- Pachycraerus cariniceps
- Pachycraerus chabrillaci
- Pachycraerus chalybeus
- Pachycraerus chlorites
- Pachycraerus completus
- Pachycraerus congonis
- Pachycraerus curtistriatus
- Pachycraerus cyanescens
- Pachycraerus cyanipennis
- Pachycraerus cylindricus
- Pachycraerus cylindriformis
- Pachycraerus desidiosus
- Pachycraerus elegans
- Pachycraerus ellipsodes
- Pachycraerus etcheberi
- Pachycraerus euphorbiae
- Pachycraerus facetus
- Pachycraerus frater
- Pachycraerus frontalis
- Pachycraerus histeroides
- Pachycraerus hyalus
- Pachycraerus jucundus
- Pachycraerus kenyensis
- Pachycraerus laticeps
- Pachycraerus marthae
- Pachycraerus meridianus
- Pachycraerus mimicus
- Pachycraerus montanus
- Pachycraerus morulus
- Pachycraerus motocola
- Pachycraerus nanus
- Pachycraerus nigrans
- Pachycraerus nigrocaeruleus
- Pachycraerus octostriatus
- Pachycraerus ovalaris
- Pachycraerus pluricolor
- Pachycraerus pluristrius
- Pachycraerus posticepunctatus
- Pachycraerus praeliaris
- Pachycraerus prasinus
- Pachycraerus princeps
- Pachycraerus propinquus
- Pachycraerus puncticollis
- Pachycraerus punctipennis
- Pachycraerus raffrayi
- Pachycraerus ritsemae
- Pachycraerus scitulus
- Pachycraerus striaticeps
- Pachycraerus ueleanus
- Pachycraerus verulamii
- Pachycraerus viridicoeruleus
- Pachycraerus viridis